# رود سوواک
 رود سوواک یک رود در حوضه آبریز دریاچه نمک در استان البرز ایران است که از البرز سرچشمه می‌گیرد. این رود در ارتفاع ۲۰۹۰ متری واقع شده است.